# Nikaré (hivatalnok)
Nikaré (nỉ-k3-rˁ, „Ré lelkéhez tartozó”) ókori egyiptomi hivatalnok volt az V. dinasztia idején; „a kettős magtár írnokainak felügyelője”, „a rezidencia magtárának felügyelője” és Niuszerré naptemploma, a Seszepibré papja. Számos műtárgy említi, melyek szakkarai sírjából származnak; a sír pontos helye nem ismert.
Egy festett mészkőszobra, mely családjával együtt ábrázolja, ma a Brooklyni Múzeumban található (katalógusszám: 49.215). Felesége Nikaunebu (nỉ-k3.w-nbw) volt, a király ismerőse, fiuk Anhmaré (ˁnḫ-mˁ-rˁ), a magtár írnoka. A szobrász a három alakot úgy ábrázolja, hogy fejük egy magasságban legyen, annak ellenére, hogy Nikaré ült, felesége állt, fiukat pedig gyermekként ábrázolják. Nikaré jobb kezét ökölbe szorítva tartja. A szobor 57,5 cm magas, több helyen törött. Egy gránitszobra, amely írnokként ábrázolja, Szakkarából került elő, és ma a Metropolitan Művészeti Múzeumban található. Egy másik ülőszobra vörös gránitból készült, és a sírjából származik; ma a Clevelandi Művészeti Múzeumban látható.

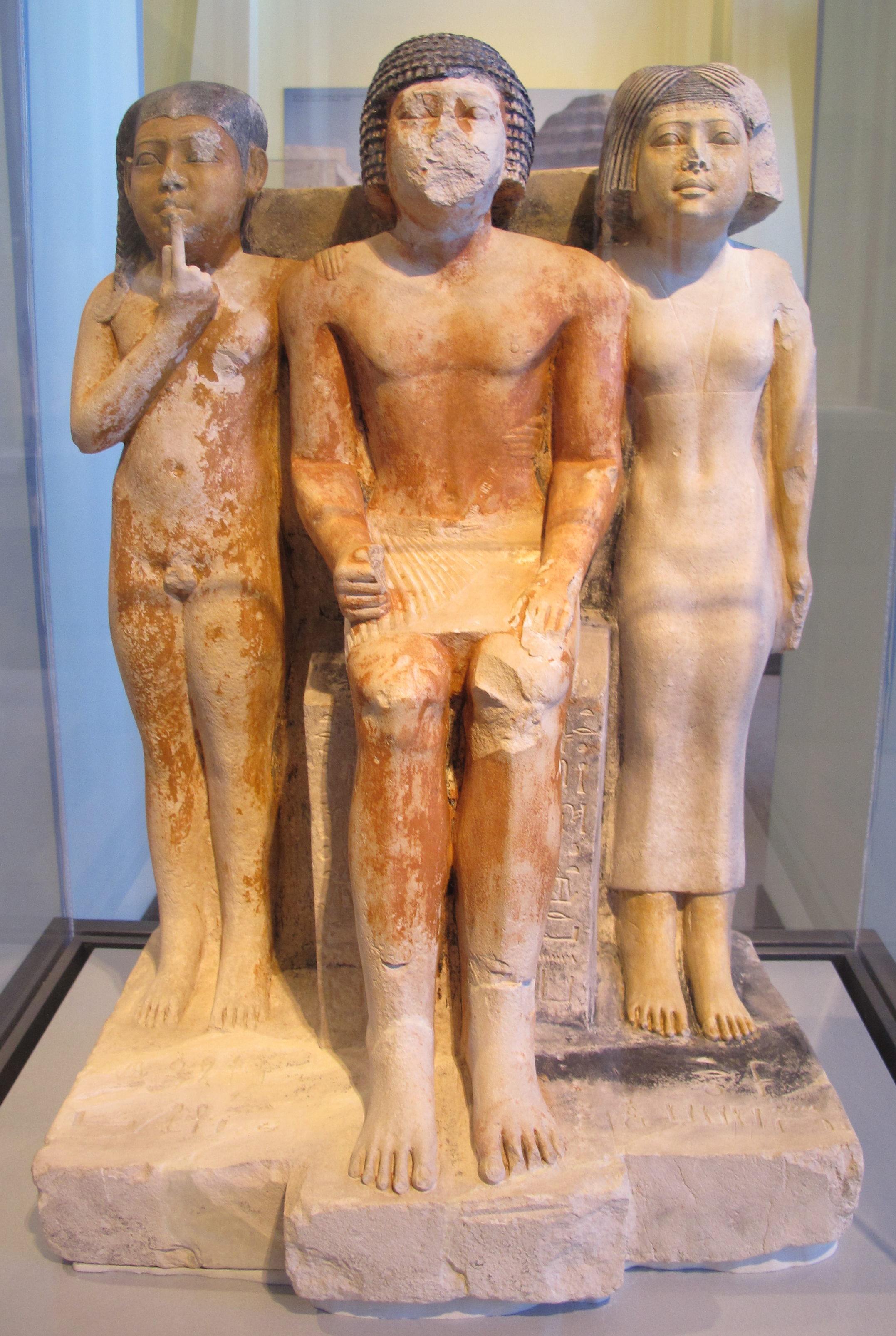
Nikaré és családja szobra, Brooklyni Múzeum
Nikaré ülőszobra. Clevelandi Művészeti Múzeum

## Fordítás
- Ez a szócikk részben vagy egészben  a   Nykara című angol Wikipédia-szócikk ezen változatának fordításán alapul.  Az eredeti cikk szerkesztőit annak laptörténete sorolja fel. Ez a jelzés csupán a megfogalmazás eredetét és a szerzői jogokat jelzi, nem szolgál a cikkben szereplő információk forrásmegjelöléseként.